# Deutsche Tourenwagen Masters 2013
Deutsche Tourenwagen Masters 2013 – dwudziesty siódmy sezon serii DTM a zarazem czternasty po jej wznowieniu w 2000 roku. Mistrzem serii został Mike Rockenfeller z Audi, który zdobył 142 punkty zapewniając tytuł przed ostatnim wyścigiem.

## Kierowcy
| Nr | Kierowca           | Samochód                 | Opony | Rocznik | Zespół                  |
| -- | ------------------ | ------------------------ | ----- | ------- | ----------------------- |
| 1  | Bruno Spengler     | BMW M3 DTM               | H     | 2012    | BMW Team Schnitzer      |
| 2  | Dirk Werner        | BMW M3 DTM               | H     | 2012    | BMW Team Schnitzer      |
| 3  | Gary Paffett       | DTM AMG Mercedes C-Coupé | H     | 2012    | HWA Team                |
| 4  | Roberto Merhi      | DTM AMG Mercedes C-Coupé | H     | 2012    | HWA Team                |
| 5  | Edoardo Mortara    | Audi RS5 DTM             | H     | 2013    | Audi Sport Team Rosberg |
| 6  | Filipe Albuquerque | Audi RS5 DTM             | H     | 2013    | Audi Sport Team Rosberg |
| 7  | Augusto Farfus     | BMW M3 DTM               | H     | 2012    | BMW Team RBM            |
| 8  | Joey Hand          | BMW M3 DTM               | H     | 2012    | BMW Team RBM            |
| 9  | Christian Vietoris | DTM AMG Mercedes C-Coupé | H     | 2012    | HWA Team 2              |
| 10 | Robert Wickens     | DTM AMG Mercedes C-Coupé | H     | 2012    | HWA Team 2              |
| 11 | Mattias Ekström    | Audi RS5 DTM             | H     | 2013    | Abt Audi Sportsline     |
| 12 | Jamie Green        | Audi RS5 DTM             | H     | 2013    | Abt Audi Sportsline     |
| 15 | Martin Tomczyk     | BMW M3 DTM               | H     | 2012    | BMW Team RMG            |
| 16 | Andy Priaulx       | BMW M3 DTM               | H     | 2012    | BMW Team RMG            |
| 17 | Daniel Juncadella  | DTM AMG Mercedes C-Coupé | H     | 2012    | RSC Mücke Motorsport    |
| 18 | Pascal Wehrlein    | DTM AMG Mercedes C-Coupé | H     | 2012    | RSC Mücke Motorsport    |
| 19 | Mike Rockenfeller  | Audi A5 DTM              | H     | 2012    | Phoenix Racing          |
| 20 | Miguel Molina      | Audi A5 DTM              | H     | 2012    | Phoenix Racing          |
| 21 | Marco Wittmann     | BMW M3 DTM               | H     | 2012    | BMW Team MTEK           |
| 22 | Timo Glock         | BMW M3 DTM               | H     | 2012    | BMW Team MTEK           |
| 23 | Timo Scheider      | Audi RS5 DTM             | H     | 2013    | Audi Sports Team Abt    |
| 24 | Adrien Tambay      | Audi RS5 DTM             | H     | 2013    | Audi Sports Team Abt    |

### Zmiany wśród zespołów
- BMW po bardzo udanym poprzednim sezonie rozszerzył swój program wystawiając osiem samochodów. Dzięki temu do DTM dołączył także zespół Team MTEK.
- Mercedes początkowo chciał wystawić osiem samochodów, lecz w związku z zakończeniem współpracy z Persson Motorsport marka wystawiła sześć samochodów.

### Zmiany wśród kierowców
- David Coulthard po trzech sezonach ogłosił zakończenie kariery
- Rahel Frey, zawodniczka Audi w sezonach 2011-2012 opuściła serię i dołączyła do programu Audi GT
- Dotychczasowy kierowca testowy BMW, Marco Wittmann został pierwszym kierowcą MTEK. Jego obowiązki przejął Maxime Martin
- Timo Glock początkowo był dalej związany z Marussią, rosyjskim zespołem startującym w Formule 1, jednak 21 stycznia oficjalnie zespół poinformował, że Niemiec za porozumieniem stron odszedł z zespołu. Glock cztery dni później został drugim kierowcą MTEK
- Jamie Green po ośmiu sezonach rozstał się z Mercedesem i przeniósł się do Audi
- Joey Hand i Andy Priaulx zamienili się zespołami - Hand dołączył do Teamu RBM, Priaulx do Teamu RMG
- Mistrz i wicemistrz Formuła 3 Euro Series z sezonu 2012, Daniel Juncadella i Pascal Wehrlein zostali nowymi kierowcami zespołu Mücke Motorsport
- Początkowo kierowcą Mücke miał być dalej Ralf Schumacher jednak w połowie marca ogłosił on zakończenie kariery
- Po siedmiu sezonach z niemiecką serią pożegnała się Susie Wolff, która skupiła się na roli kierowcy testowego w zespole Williams

## Kalendarz
| Runda | Data            | Tor                           | Pole Position      | Najszybsze okrążenie | Zwycięzca         |
| ----- | --------------- | ----------------------------- | ------------------ | -------------------- | ----------------- |
| 1     | 5 maja          | Hockenheimring                | Timo Scheider      | Augusto Farfus       | Augusto Farfus    |
| 2     | 19 maja         | Brands Hatch                  | Mike Rockenfeller  | Gary Paffett         | Mike Rockenfeller |
| 3     | 2 czerwca       | Red Bull Ring                 | Bruno Spengler     | Marco Wittmann       | Bruno Spengler    |
| 4     | 16 czerwca      | EuroSpeedway Lausitz          | Christian Vietoris | Mike Rockenfeller    | Gary Paffett      |
| 5     | 14 lipca        | Norisring                     | Robert Wickens     | brak zwycięzcy       | brak zwycięzcy    |
| 6     | 4 sierpnia      | Moscow Raceway                | Mike Rockenfeller  | Adrien Tambay        | Mike Rockenfeller |
| 7     | 18 sierpnia     | Nürburgring                   | Augusto Farfus     | Pascal Wehrlein      | Robert Wickens    |
| 8     | 15 września     | Motorsport Arena Oschersleben | Jamie Green        | Joey Hand            | Augusto Farfus    |
| 9     | 29 września     | Circuit Park Zandvoort        | Marco Wittmann     | Marco Wittmann       | Augusto Farfus    |
| 10    | 20 października | Hockenheimring                | Bruno Spengler     | Christian Vietoris   | Timo Glock        |

### Zmiany w kalendarzu
- Niemiecka seria zawitała do Rosji na tor Moscow Raceway, a runda na tym obiekcie odbyła się 4 sierpnia.
- Z kalendarza zniknęły dwie rundy - pierwszy to niezaliczany do klasyfikacji mistrzostw wyścig na Stadionie Olimpijskim w Monachium, drugi to wyścig na torze Circuit Ricardo Tormo w Walencji.

### Klasyfikacja kierowców
| Miejsce | Kierowca           | Kierowca | HOC | BRH | RBR | LAU | NOR | MSC | NÜR | OSC | ZAN | HOC | Punkty |
| ------- | ------------------ | -------- | --- | --- | --- | --- | --- | --- | --- | --- | --- | --- | ------ |
| 1       | Mike Rockenfeller  | A        | 8   | 1   | 4   | 2   | 5   | 1   | 4   | 2   | 2   | 16  | 142    |
| 2       | Augusto Farfus     | B        | 1   | NU  | 6   | 12  | 16  | 3   | 2   | 1   | 1   | 11  | 116    |
| 3       | Bruno Spengler     | B        | 5   | 2   | 1   | 7   | 6   | 19  | 14  | 21† | 20  | 3   | 82     |
| 4       | Christian Vietoris | M        | 3   | 8   | 7   | 3   | 3   | 10  | 3   | 18  | 15  | 7   | 77     |
| 5       | Robert Wickens     | M        | NU  | 3   | 12  | 4   | 2   | 12  | 1   | 22† | 16  | 18  | 70     |
| 6       | Gary Paffett       | M        | 4   | 6   | 9   | 1   | 18† | 5   | 17  | 6   | 9   | 9   | 69     |
| 7       | Mattias Ekström    | A        | NU  | 7   | 5   | 8   | DS  | 2   | 13  | 7   | 4   | 4   | 68     |
| 8       | Marco Wittmann     | B        | 9   | 4   | 2   | 21† | 10  | 15  | 7   | 12  | 5   | DS  | 49     |
| 9       | Timo Glock         | B        | NU  | 13  | 3   | 14  | 13  | 16  | 18  | 15  | 18  | 1   | 40     |
| 10      | Timo Scheider      | A        | 6   | 9   | 16  | 20  | NU  | 9   | NU  | 5   | 3   | 13  | 37     |
| 11      | Jamie Green        | A        | 14  | 15  | 18  | 5   | 19† | 6   | 9   | 3   | 13  | 12  | 35     |
| 12      | Joey Hand          | B        | 7   | 5   | NU  | 15  | 8   | 7   | NU  | 16  | 7   | 20  | 32     |
| 13      | Dirk Werner        | B        | 2   | 12  | 8   | 13  | 11  | 8   | 15  | 13  | 21† | 8   | 30     |
| 14      | Adrien Tambay      | A        | NU  | 18  | 11  | 11  | 15  | 4   | 6   | 9   | 6   | 14  | 30     |
| 15      | Roberto Merhi      | M        | 10  | 16  | 20  | 10  | 7   | 14  | 19  | 14  | NU  | 2   | 26     |
| 16      | Daniel Juncadella  | M        | 12  | 20  | 13  | 6   | 4   | 18  | NU  | 17  | 17  | 10  | 21     |
| 17      | Miguel Molina      | A        | 15  | 11  | 14  | 16  | 14  | NU  | 8   | 8   | 10  | 5   | 19     |
| 18      | Filipe Albuquerque | A        | 16  | 17  | 17  | 18  | 12  | 13  | 11  | 4   | 8   | NU  | 16     |
| 19      | Martin Tomczyk     | B        | 13  | 14  | NU  | 19  | NU  | 17  | 5   | 20† | 11  | 19  | 10     |
| 20      | Andy Priaulx       | B        | 17† | 19  | 19  | 22  | 9   | 20  | 16  | 19  | 19  | 6   | 10     |
| 21      | Edoardo Mortara    | A        | NU  | 21† | 15  | 9   | 17† | NU  | 12  | 10  | 14  | 15  | 3      |
| 22      | Pascal Wehrlein    | M        | 11  | 10  | 10  | 17  | 20† | 11  | 10  | 11  | 12  | 17  | 3      |
| Miejsce | Kierowca           | Kierowca | HOC | BRH | RBR | LAU | NOR | MSC | NÜR | OSC | ZAN | HOC | Punkty |

| Legenda | Legenda              |
| ------- | -------------------- |
| 1       | 1. miejsce           |
| 2       | 2. miejsce           |
| 3       | 3. miejsce           |
|         | Punktowana pozycja   |
|         | Pozycja bez punktów  |
| NU      | Nie ukończył         |
| DS      | Dyskwalifikacja      |
|         | Nie startował        |
|         |                      |
| A       | Audi                 |
| M       | Mercedes             |
| B       | BMW                  |
| 5       | Nowy samochód (2008) |

### Klasyfikacja zespołów
| Miejsce | Zespół              | Punkty |
| ------- | ------------------- | ------ |
| 1       | Phoenix Racing      | 161    |
| 2       | BMW Team RBM        | 148    |
| 3       | HWA Team 2          | 147    |
| 4       | BMW Team Schnitzer  | 112    |
| 5       | Abt Audi Sportsline | 103    |
| 6       | HWA Team            | 95     |
| 7       | BMW Team MTEK       | 89     |
| 8       | Audi Sport Team Abt | 67     |
| 9       | Mücke Motorsport    | 24     |
| 10      | BMW Team RMG        | 20     |
| 11      | Team Rosberg        | 19     |

### Klasyfikacja konstruktorów
| Miejsce | Konstruktor | Punkty |
| ------- | ----------- | ------ |
| 1       | BMW         | 369    |
| 2       | Audi        | 347    |
| 3       | Mercedes    | 266    |